# 1538 w literaturze
Wydarzenia literackie w 1538 roku.

## Nowe książki
- polskie
  - Powieść rzeczy istej o założeniu klasztora na Łysej Gorze (data wydania niepewna)